# Melior Annis
Melior Annis je jednou z nejstarších českých textových strategických webových her. Hra byla spuštěna pod hlavičkou Bonuswebu 10. dubna 2001, ale její prvopočátky jsou již v roce 1999. Po týdnu bylo zaregistrováno přes 5 000 hráčů.
Dnes je Melior Annis (MA) provozována ze soukromých zdrojů a v současné době je zcela zdarma. V roce 2010 bylo uváděno již jen 1000 hráčů, což bylo přičítáno obecně špatnému marketingovému a obchodnímu modelu českých online her.

## Princip
V rámci hry probíhají souboje o území s ostatními hráči, výstavba ekonomických, magických a válečnických budov, sesílání kouzel (obranných, útočných, bojových), obchodování aj.
Cílem hry je projít osm bran, které střeží strážce brány se svou armádou a které spojují svět dobra a zla. Překonání brány s sebou nese i zisk v podobě lepších kouzel a jiných výhod. Za poslední branou je hlavní město záporného, neutrálního nebo kladného panovníka, jehož armádu je třeba rozdrtit a dosáhnout konečného vítězství. Hra probíhá v cyklech. Jeden cyklus se nazývá „věk“ a trvá obvykle tři až čtyři měsíce.
Soubojový systém je velmi propracovaný a souboje probíhají v reálném čase, takže výsledek a průběh souboje je okamžitě vidět.
Každý hráč může být součástí aliance jiných hráčů, což přináší možnosti spolupráce vojenské, ekonomické i magické. S dalšími dvěma spolubojovníky v alianci je možné uzavřít úzká spojenectví – pakty. Tím se armády spojenců prováží a je možné využívat spojenou sílu jak při útoku, tak při obraně území.

### Povolání
Na začátku hry si hráč volí povolání, které chce zastávat. Každé povolání má své vlastní jednotky, s kterými lze útočit, i speciální budovy. Jednotlivá povolání přísluší magickým barvám:
- Mág, Alchymista – Modrá
- Válečník, Klerik – Bílá
- Hraničář, Druid – Zelená
- Nekromant, Theurg – Černá
- Iluzionista, Barbar – Šedá
- Amazonka, Vědma – Fialová